# Le Gardien des ténèbres
Le Gardien des ténèbres est un jeu vidéo d'aventure et d'action développé et édité par le studio français Cryo Interactive en 1999. Il a été édité pour PC sous Windows et sur console PlayStation. Le joueur incarne un moine au service d'une organisation occulte qui doit retrouver et combattre diverses entités surnaturelles.

## Synopsis
Le jeu se déroule dans un univers où, en plus du monde physique normal, il existe une autre dimension, l'Au-delà (« the Beyond »), où vivent toutes sortes d'entités surnaturelles, principalement des fantômes et des êtres immatériels. Les deux dimensions sont séparés par le Portail (« the Gate »), qui est surveillé par des gardiens. De temps à autre, une entité de l'autre dimension s'échappe et arrive dans le monde réel, où elle peut causer des dégâts considérables. Le joueur incarne Ekna Kathâr, un moine exorciste formé et employé par The Gate, une organisation spécialisée dans le paranormal. Au début du jeu, le moine reçoit l'aide de son assistant Edward Burnst, qui lui indique le maniement de plusieurs sortilèges. Le jeu consiste à accomplir différentes missions, entre lesquelles Ekna retourne à son quartier général, Tenedral, pour y recevoir de nouvelles instructions.

## Principe du jeu
Le Gardien des ténèbres est essentiellement un jeu d'action en vue objective : le joueur évolue dans un environnement en images de synthèse en trois dimensions, et la caméra est placée derrière son personnage. Le jeu repose essentiellement sur l'action et les affrontements contre les créatures surnaturelles, mais comprend aussi une part d'aventure avec des séquences d'enquête, de dialogue et de résolution d'énigmes sur le principe des jeux d'aventure en pointer-et-cliquer. Le jeu comprend 10 missions, au cours desquelles Ekna Kathâr a accès à vingt-huit sortilèges, répartis en treize pouvoirs de médium et quinze sorts de combat.

## Réception
Le jeu reçoit un accueil plutôt favorable à sa sortie. Le site agrégateur de critiques MobyGames donne au jeu une moyenne de 59 sur 100 basée sur sept critiques, dont quatre donnent au jeu des notes supérieures à 60 sur 100 et deux des notes comprises entre 40 et 50 sur 100. Dans sa critiques du jeu sur le site Game Over Online en mai 1999, Wolf attribue au jeu la note de 76 % ; il en apprécie l'originalité et l'atmosphère, ainsi que les graphismes, tout en lui reprochant un niveau de difficulté inégal, des séquences de combat difficiles et parfois frustrantes, et un nombre d'ennemis différents à affronter trop restreint. 